# Atrevido y diferente
Atrevido y diferente es el título del álbum debut de estudio en solitario grabado por el cantautor y músico de salsa puertorriqueño-estadounidense Eddie Santiago. Fue lanzado al mercado por la empresa discográfica TH-Rodven a finales del año 1986, es citado como uno de los puntos de inflexión del género de la salsa, iniciando su tránsito hacia la salsa romántica .

## Sencillos
Se lanzaron dos sencillos del álbum que se ubicaron en el Billboard Hot Latin Tracks:
- Nadie mejor que tú fue el sencillo principal lanzado del álbum y se ubicó en el puesto 16 en el Hot Latin Tracks.[1]
- Qué locura de enamorarme de tí fue el segundo sencillo lanzado del álbum y se ubicó en el puesto 13 en el Hot Latin Tracks.[1]

## Lista de canciones
| Atrevido y diferente |                               |                                      |          |  |
| N.º                  | Título                        | Escritor(es)                         | Duración |  |
| 1.                   | «Tú me quemas»                | Luis Ángel Márquez                   | 5:01     |  |
| 2.                   | «Volcán de amor»              | Santiago Delgado                     | 4:24     |  |
| 3.                   | «Nadie mejor que tú»          | Luis Ángel Márquez                   | 3:51     |  |
| 4.                   | «De profesión...tu amante»    | Marquito Héctor Sotelo               | 4:31     |  |
| 5.                   | «Qué locura enamorarme de ti» | Alejandro Vezzani                    | 5:10     |  |
| 6.                   | «Secretos»                    | Eddie Santiago                       | 4:19     |  |
| 7.                   | «Quiero amarte en la yerba»   | Luis Ferri · Lauren · Julio Santiago | 5:09     |  |
| 8.                   | «Se acabó»                    | Eddie Santiago                       | 4:04     |  |

## Músicos
- César Concepción: Piano
- Carlos Rondan y Pedro Pérez: Bajo
- Jimmie Morales: Congas
- Carlos Rodríguez: Bongo
- Héctor Pérez: Percusión menor
- Antonio Vázquez y Ángelo Torrez: T-bone
- Willie González y Raffy Burgos: Coros[2]

## Posición en listas
El álbum alcanzó el puesto número 1 en las listas de álbumes tropicales y se mantuvo en ese lugar durante 10 semanas consecutivas.
| Año  | Lista                    | Álbum                | Posición |
| ---- | ------------------------ | -------------------- | -------- |
| 1986 | Billboard Tropical/Salsa | Atrevido y Diferente | 1        |

### Sucesión y posicionamiento
| Predecesor: Y su pueblo de El Gran Combo de Puerto Rico | U.S. Billboard Tropical/Salsa Albums — Álbum N°. 1 (Primera vuelta) 10 de enero de 1987 - 23 de enero de 1987    | Sucesor: Y su pueblo de El Gran Combo de Puerto Rico |
| Predecesor: Y su pueblo de El Gran Combo de Puerto Rico | U.S. Billboard Tropical/Salsa Albums — Álbum N°. 1 (Segunda vuelta) 7 de febrero de 1987 - 17 de abril de 1987   | Sucesor: Voy pa' encima de Frankie Ruiz              |
| Predecesor: Voy pa' encima de Frankie Ruiz              | U.S. Billboard Tropical/Salsa Albums — Álbum N°. 1 (Tercera vuelta) 27 de junio de 1987 - 24 de julio de 1987    | Sucesor: Voy pa' encima de Frankie Ruiz              |
| Predecesor: Voy pa' encima de Frankie Ruiz              | U.S. Billboard Tropical/Salsa Albums — Álbum N°. 1 (Cuarta vuelta) 17 de octubre de 1987 - 30 de octubre de 1987 | Sucesor: Voy pa'encima de Frankie Ruiz               |